# Sérigny (Orne)
Sérigny település Franciaországban, Orne megyében. Lakosainak száma 378 fő (2018. január 1.). Sérigny Saint-Ouen-de-la-Cour, Appenai-sous-Bellême, Bellême, Colonard-Corubert, Dame-Marie, Saint-Jean-de-la-Forêt és Saint-Martin-du-Vieux-Bellême községekkel határos.

## Népesség
A település népessége az elmúlt években az alábbi módon változott:
| Lakosok száma | 394  | 389  | 387  | 378  |
|               | 2013 | 2015 | 2017 | 2018 |